# Viorel Riceard Badea
Viorel-Riceard Badea (n. 21 iunie 1968, Craiova, România) este un senator român, ales în legislatura 2008-2012 pe listele PDL. În legislatura 2012-2016, Badea a fost ales pe listele PDL dar din februarie 2015 a devenit membru PNL. În legislatura 2016-2020, Viorel Riceard Badea a fost ales senator pe listele PDL. 
În legislatura 2008-2012,  Badea a fost membru în grupurile parlamentare de prietenie cu Republica Italiană, Republica Irak, Republica Serbia, Albania și Regatul Spaniei. În cadrul activității sale parlamentare, Viorel Riceard Badea  a fost membru în comisia pentru politică externă - Vicepreședinte (până în mar. 2011), în comisia pentru românii de pretutindeni - Președinte și în comisia pentru privatizare și administrarea activelor statului (mar. - sep. 2011). De asemena, Viorel Riceard Badea a inițiat 41 de propuneri legislative, din care 7 au fost promulgate legi.  
În legislatura 2012-2016, Badea a fost membru în grupurile parlamentare de prietenie cu Republica Serbia, Republica Arabă Egipt, Regatul Norvegiei și Republica Irak.  Viorel Riceard Badea a fost membru în comisia pentru politică externă și în comisia pentru românii de pretutindeni.  
În legislatura 2016-2020, Badea a fost membru în grupurile parlamentare de prietenie cu Republica Libaneză, Sultanatul Oman și Emiratele Arabe Unite. În 2023, Badea a fost numit consul general al României în Dubai.